# Gertrude Wagner

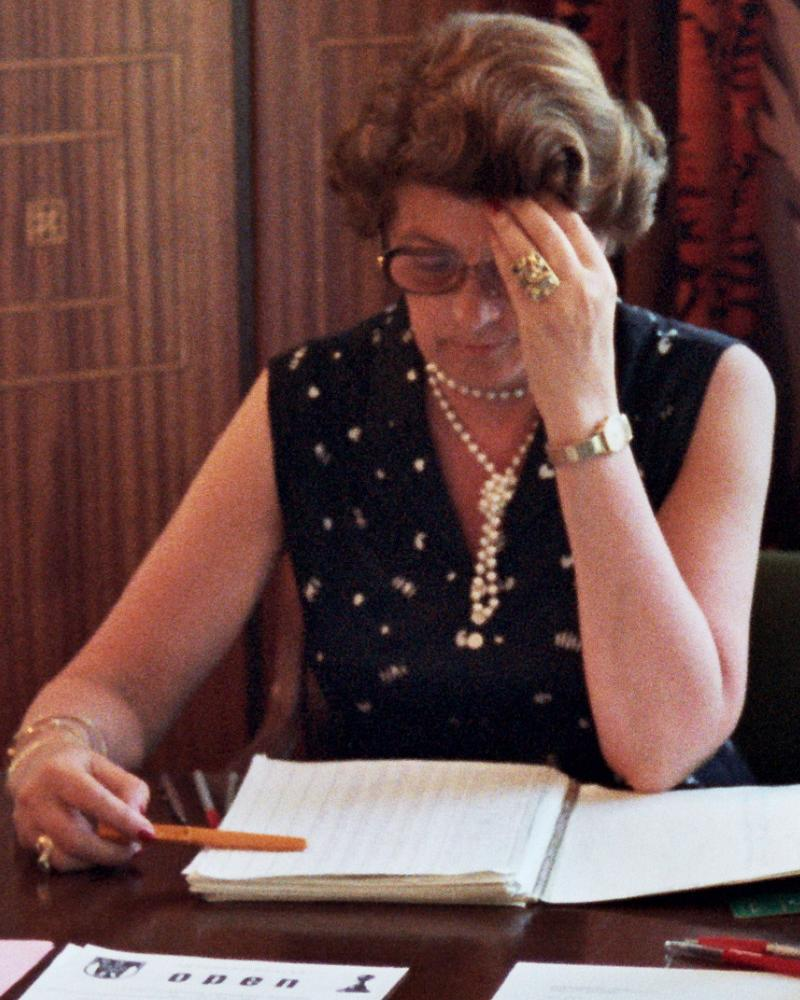
Gertrude Wagner, Linz 1982

Gertrud Irmgard Magdalena Wagner (* 26. Juni 1925 in Graz; † 25. Oktober 2009 ebenda) war Internationaler Schachschiedsrichter und maßgeblich im internationalen Schach tätig. Von 1986 bis 1998 war sie Präsidentin der Zone 2 des Internationalen Schachverbands (FIDE). Die Zone 2 der FIDE wurde beim FIDE-Kongress während der Schacholympiade 1986 in Dubai aus BRD, Liechtenstein, Österreich, der Schweiz und aus politischen Gründen auch Israel gebildet, d. h. Israel wurde Zentraleuropa zugeordnet.

## Leben
Gertrud Wagner wurde am 26. Juni 1925 als Gertrud Irmgard Magdalena Stein in Graz geboren. Die Eltern waren Ferdinand Josef und Anna Stein. Nach der Schule lernte sie Verkäuferin bei der Firma Palmers. Im Krieg wurde sie dienstverpflichtet im Arbeitsamt Graz. Am 23. April 1949 heiratete sie Karl Wagner (* 7. Jänner 1923 in Graz; † 6. März 1993 in Graz). Am 8. September 1956 kam ihr Sohn Peter und am 3. März 1958 ihre Tochter Elisabeth zur Welt. Gertrud Wagner verstarb am 25. Oktober 2009 in Graz.

### Aktive Spielerin

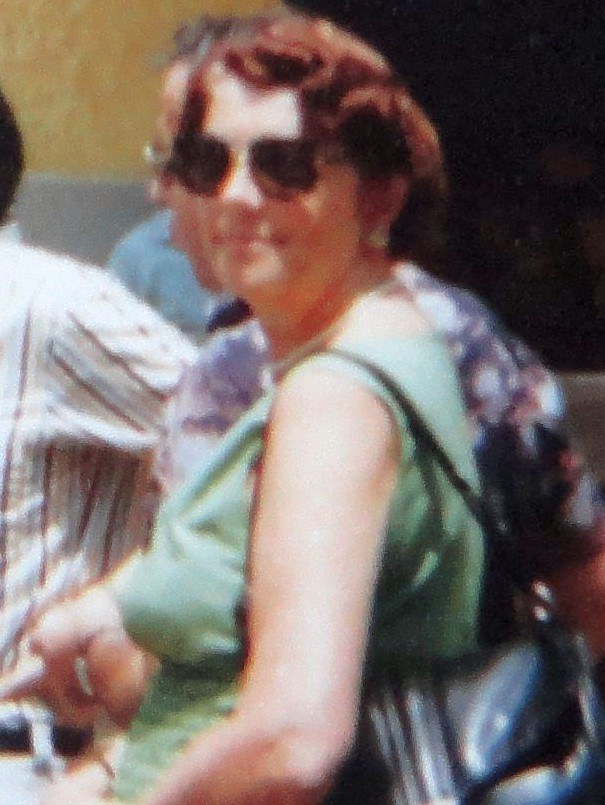
Gertrude Wagner, Interzonenturniere Rio 1979

Erst 1947 lernte sie Schachspielen, wurde aber schon 1951 Österreichische Staatsmeisterin. Das Turnier wurde vom 11. bis 15. Juni in Wien ausgetragen. In den darauf folgenden Jahren ging Gertrud Wagner (von allen liebevoll Gertrude oder Gerti genannt) mit dem Schachklub Arland auf mehrere Tourneen.

### Funktionärstätigkeit

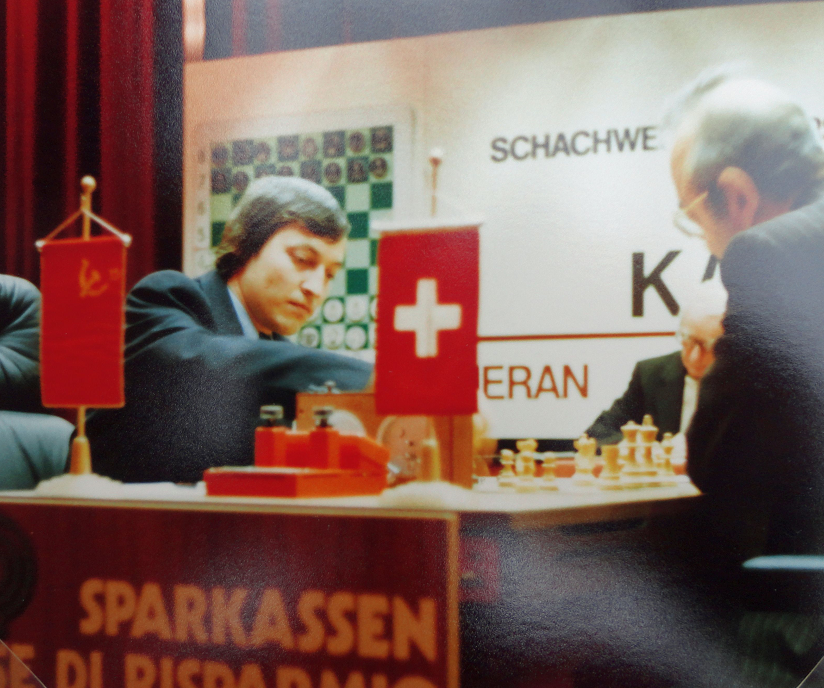
Karpow – Kortschnoi, 1981 in Meran

Nach mehreren Jahren der ehrenamtlichen Tätigkeit beim Landesverband Steiermark wurde sie 1971 zum Bundesspielleiter des Österreichischen Schachbundes gewählt. Damit begann ein steiler Aufstieg. Schon 1972 errang sie den Titel „Internationaler Schiedsrichter“ des Weltschachbundes. Damit waren sie und ihr Gatte Karl das einzige Ehepaar auf der Welt mit dieser Bezeichnung.
Großes Wissen und souveränes Verhalten als Schiedsrichter waren Grundlage ihrer Erfolge. So wurde sie 1975 als Schiedsrichter beim Schachfestival Pula (Jugoslawien) – mit 280 Mannschaften aus 8 Nationen berühmt. Außerdem war sie 1976 beim internationalen Großmeisterturnier in Kapfenberg Schiedsrichter.
Zusammen mit ihrem Gatten Karl gründete sie 1976 den Mitropacup, den sie über Jahre selber leitete.
Gertrud Wagner leitete 1979 das Zonenturnier der Damen in Tel Aviv, 1993 das Zonenturnier in Graz sowie das Zonenturnier der Damen am gleichen Ort und 1979 das Interzonenturnier der Damen in Rio de Janeiro. Schiedsrichter beim Interzonenturnier der Herren 1979 in Rio waren Harry Golombek und Gertrude Wagner.
Im Jahre 1980 wurde sie als Schiedsrichter beim Viertelfinalwettkampf des Kandidatenturniers zur Weltmeisterschaft 1981 zwischen Viktor Kortschnoi und Tigran Petrosjan in Velden eingesetzt. Ein Wettkampf, der bereits im Voraus als ausgesprochen schwierig zu leiten taxiert wurde, da die beiden Spieler, Petrosjan, der frühere Weltmeister und Kortschnoi, der inzwischen als Dissident die Sowjetunion verlassen hatte und als staatenlos geführt wurde, welche zum vierten Mal in Folge in einem Kandidaten-Zyklus zur Weltmeisterschaft aufeinander trafen, nicht mehr miteinander sprachen. Während 1983 die Ausscheidungskämpfe Hübner-Smyslow und Kortschnoi-Portisch in Velden stattfanden, leitete Gertrude Wagner das Viertelfinalmatch des Kandidatenturniers der Damen zur Schachweltmeisterschaft der Frauen 1984 zwischen Liu Shilan und Nana Iosseliani.
Weiterer Höhepunkt ihrer Schiedsrichterkarriere war der Weltmeisterschaftskampf 1981 zwischen Anatoli Karpow und Viktor Kortschnoi in Meran mit Hauptschiedsrichter Paul Klein aus Ecuador. Karpow blieb damals Weltmeister.
Gertrude Wagner war Schiedsrichter bei den Schacholympiaden 1980 auf Malta, 1982 in Luzern, 1984 in Thessaloniki, 1986 in Dubai, 1990 in Novi Sad und 1994 in Moskau.
Im Jahre 1998 leitete sie die Senioren-Weltmeisterschaft in Grieskirchen.
Gertrude Wagner war ab 1978 in der Regelkommission der FIDE.
Im Jahre 1982 wurde sie in das Qualifikationskomitee des Weltschachbundes berufen.

## Auszeichnungen

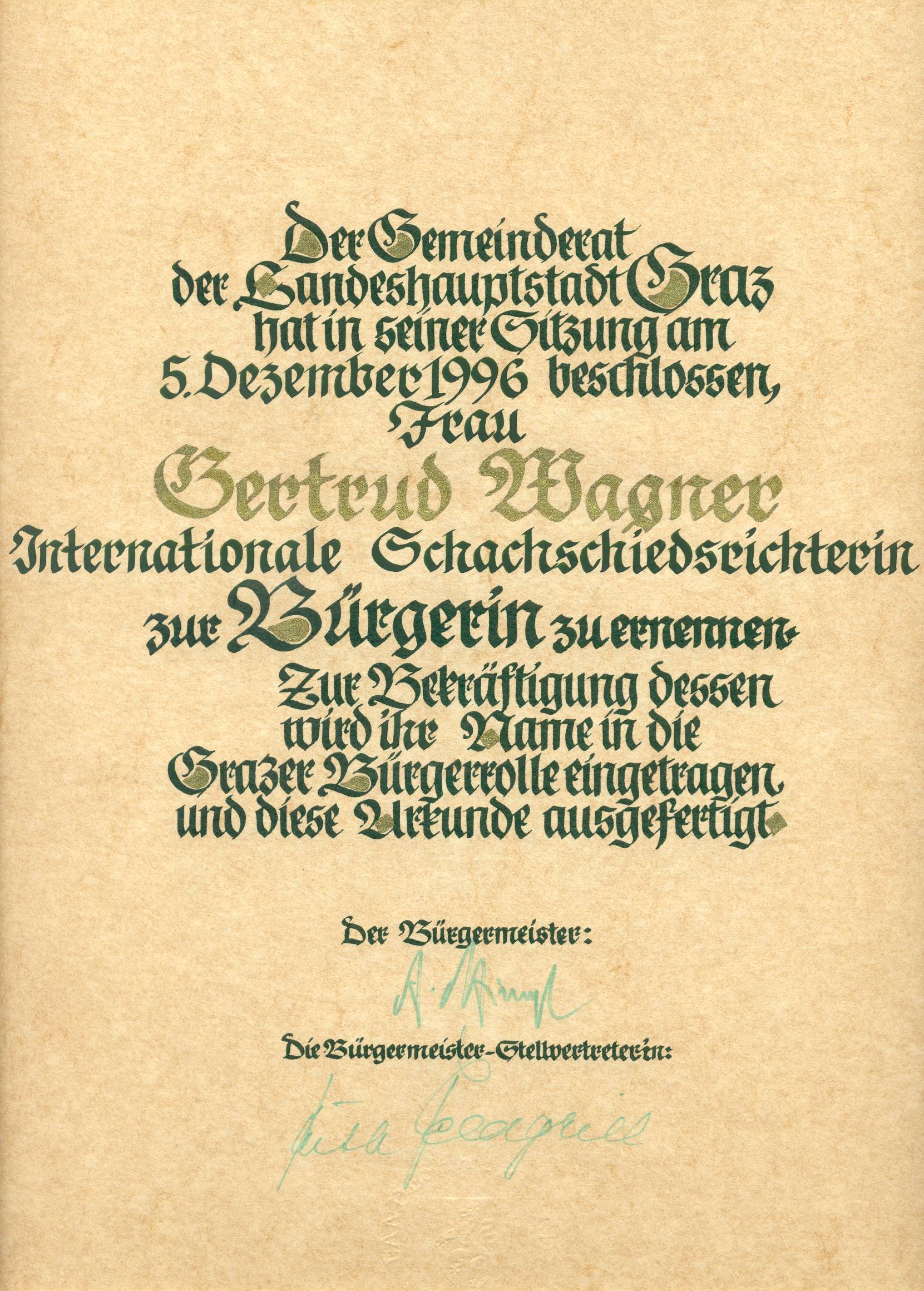
Bürger der Stadt Graz (1996)

- 1970: Ehrenzeichen in Gold des Landesverbandes Steiermark des Österreichischen Schachbundes[14]
- 1977: Ehrenzeichen in Gold des Landesverbandes Steiermark der Österreichischen Turn- und Sportunion[15]
- 1981: Ehrenzeichen in Gold des Österreichischen Schachbundes[16]
- 1981: Großes Ehrenzeichen des Landes Steiermark[17]
- 1985: Ehrenzeichen in Gold der Stadt Graz[18]
- 1987: Goldenes Verdienstzeichen der Republik Österreich[19]
- 1987: Goldenes Ehrenzeichen für Verdienste um die Republik Österreich[20]
- 1990: Ehrenzeichen in Gold der Österreichischen Turn- und Sportunion
- 1996: Ernennung zum Bürger der Stadt Graz
- 1998: Ehrenmitglied der Generalversammlung des Weltschachbundes FIDE[21]
- 1998: Ehrenmitgliedschaft bei der FIDE[22]
- 1999: Großes Goldenes Ehrenzeichen des Landesverbands Steiermark des Österreichischen Schachbundes
- 1999: Landessportehrenzeichen des Landes Steiermark in Gold
- 1999: Eintragung ins Goldene Buch des Weltschachbundes FIDE[23]
- 2001: Ehrenmitgliedschaft des Österreichischen Schachbundes[24]

Postum wurde 2013 nach ihr die Gertrud-Wagner-Allee in Graz benannt.